# Kelāsh Hūsh
Kelāsh Hūsh är en ort i Iran.   Den ligger i provinsen Kermanshah, i den nordvästra delen av landet, 500 km väster om huvudstaden Teheran. Kelāsh Hūsh ligger 1 348 meter över havet och antalet invånare är 513.
Terrängen runt Kelāsh Hūsh är huvudsakligen bergig, men österut är den kuperad.Runt Kelāsh Hūsh är det ganska glesbefolkat, med 45 invånare per kvadratkilometer. Närmaste större samhälle är Pāveh, 18,6 km nordost om Kelāsh Hūsh. Omgivningarna runt Kelāsh Hūsh är i huvudsak ett öppet busklandskap.